# Bolandoz
Bolandoz – miejscowość i gmina we Francji, w regionie Burgundia-Franche-Comté, w departamencie Doubs.
Według danych na rok 1990 gminę zamieszkiwało 316 osób, a gęstość zaludnienia wynosiła 26 osób/km² (wśród 1786 gmin Franche-Comté Bolandoz plasuje się na 441. miejscu pod względem liczby ludności, natomiast pod względem powierzchni na miejscu 323.).